# Mario Pincherle
Mario Pincherle (Bologna, 9 luglio 1919 – Bientina, 23 settembre 2012) è stato uno scrittore italiano, noto principalmente per le sue pubblicazioni su argomenti pseudoscientifici di paleotecnologia e archeologia misteriosa.

## Biografia
Nato da famiglia ebraica, compì studi classici presso il Liceo classico Galvani di Bologna e sempre in questa città si laureò in ingegneria nel 1942. Suo padre, medico, e suo fratello, fisico, furono allontanati dai loro lavori a causa delle leggi razziali fasciste (1938). Anche Mario fu costretto in seguito alla clandestinità dalla persecuzione. Terminata la guerra fece rientro a Bologna, dove si sposò nel 1954 ed ebbe quattro figli; fu professore e dirigente scolastico nella città di Ancona fino al 1991. Le sue ceneri sono state disperse nel mare di Palombina (Ancona) il 3 novembre del 2012, due mesi dopo la sua morte, avvenuta a Bientina, dove risiedeva da tempo con la compagna Giuliana.

## Teorie archeologiche

### La teoria della piramide di Cheope
Nell'ambito dell'egittologia ha elaborato una teoria, senza concreti riscontri scientifici, sulle modalità di costruzione della piramide di Cheope, ipotizzando nei monoliti di granito interni una presunta "torre" che ha ritenuto preesistente alla piramide stessa e che ha collegato al simbolo dello djed (o "zed").. In passato, in base al testo di Erodoto aveva ipotizzato un metodo per la movimentazione dei grandi monoliti di granito mediante la dilatazione di tronchi di legno bagnati e asciugati dal sole.
Tale torre "zed" sarebbe stata, a suo dire, dapprima trasferita dalla Mesopotamia all'Egitto, per essere posta in cima alla piramide di Zoser. Successivamente sarebbe stata posta all'interno della piramide di Cheope, o meglio la piramide stessa sarebbe stata costruita attorno allo zed per proteggerlo.
Lo stesso Pincherle, infatti, ritiene che non sia mai esistito un faraone di nome Cheope, ma che tale nome, in realtà, significasse "mangiatoia", o "culla" del divino: questa sua ipotesi si basa su una personale interpretazione di un passo dalle Storie di Erodoto. Secondo Pincherle la torre zed e il "sarcofago di Cheope" sarebbero inoltre una sorta di luogo in cui il tempo e lo spazio sembrano modificarsi, per la diffusione di onde alfa verso i lobi frontali. Queste teorie sono state trattate anche in programmi televisivi di archeologia misteriosa e pseudoscienza, come Voyager di Roberto Giacobbo. Il figlio Maurizio ha condotto un esperimento nella suddetta trasmissione.
Teorie simili sulle onde elettromagnetiche della piramide sono state analizzate anche da un team russo-tedesco nel 2018 in uno studio pubblicato dal Journal of Applied Physics.

### La granulazione dell'oro
Nel campo dell'archeologia sperimentale ritiene di aver scoperto il metodo con il quale si otteneva la granulazione dell'oro (L'oro granulato di Mario Pincherle, Macro edizioni), tecnica di decorazione che si utilizzava nell'oreficeria antica, e ne avrebbe brevettato il metodo descrivendone la realizzazione nel libro L'oro granulato: un ponte luminoso tra la materia e lo spirito.

### Teoria degli archetipi
In esso, lo studioso rivolge la propria attenzione ai fondamenti epistemologici della filosofia classica e ne rintraccia gli stretti rapporti con la filosofia indiana e la tradizione sapienziale dell'antico Egitto. Pincherle propone una teoria innovativa che mette in luce la matrice essenzialmente sapienziale, irrazionale ed esoterica della filosofia greca, rintracciandone le origini nell'aura sapienziale delle tradizioni filosofiche orientali ed egizie.

## Opere
- La Grande Piramide e lo zed – Macro edizioni
- L'Album dello Zed – Macro edizioni
- Libro tibetano dei morti – Anima edizioni
- Il segreto dell'arca - M.i.r. edizioni
- Fonti archeologiche della magia – M.i.r. edizioni
- La vera storia di Sargon di Accadia – M.i.r. edizioni
- La cicuta e la croce – Macro edizioni
- Ispirazioni dal corano – M.i.r. edizioni
- L'oro granulato, un ponte luminoso tra la materia e lo spirito, Macro edizioni, 2000
- Archetipi. Le chiavi dell'Universo, Macro edizioni, 2000 (7ª ed. 2010)
- Il Quinto Vangelo traduzione con testo copto a fronte - Macro edizioni
- I Mandei – Macro edizioni
- Il Vangelo della Gioia – M.i.r. edizioni
- Paolo, il Falso Discepolo di Gesù – Macro edizioni
- Il Mosè Proibito – Macro edizioni
- Il Gesù Proibito – Macro edizioni
- Il Cantico dei Cantici – Macro edizioni
- Enoch il primo libro del mondo vol 1 – Macro edizioni
- Enoch il primo libro del mondo vol 2 – Macro edizioni
- Il segreto di Rol – Eifis edizioni
- Katherine Mansfield: una strana morte – Verdechiaro edizioni
- Spazio, tempo e antitempo DVD – Macro video edizioni
- La vita e i suoi archetipi incontro con Mario Pincherle DVD – Macro video edizioni
- Acquario – Cd Musicale Eye sound - Riccardo Ducci
- Agadè – Cd Musicale Eye sound- Riccardo Ducci